# Carcelia dentata
Carcelia dentata är en tvåvingeart som beskrevs av Chao, Zhao och Liang 2002. Carcelia dentata ingår i släktet Carcelia och familjen parasitflugor.
Artens utbredningsområde är Hunan (Kina). Inga underarter finns listade i Catalogue of Life.